# Hysterostomella opaca
Hysterostomella opaca är en svampart som först beskrevs av Hans Sydow, och fick sitt nu gällande namn av Doidge 1948. Hysterostomella opaca ingår i släktet Hysterostomella och familjen Parmulariaceae.   Inga underarter finns listade i Catalogue of Life.